# Louis Schwizgebel-Wang
Pour les articles homonymes, voir Schwizgebel et Wang (patronyme).
 (septembre 2022).
Si vous disposez d'ouvrages ou d'articles de référence ou si vous connaissez des sites web de qualité traitant du thème abordé ici, merci de compléter l'article en donnant les références utiles à sa vérifiabilité et en les liant à la section « Notes et références ».
Louis Schwizgebel-Wang, né le 19 novembre 1987 à Genève, est un pianiste suisse.

## Biographie
Il est le fils du cinéaste d'animation Georges Schwizgebel, originaire du Jura bernois, et d'une mère chinoise. il commence très jeune l'étude du piano avec Franz Josefovski. À neuf ans, il poursuit ses études au Conservatoire de Lausanne dans la classe de Brigitte Meyer, où il obtient le diplôme de soliste à l'âge de quinze ans. 
En 2003, il obtient le premier prix avec mention et le prix pour la meilleure interprétation d’une œuvre suisse à la finale du Concours suisse de musique pour la Jeunesse, ainsi que le prix Paderewski. En 2005, il gagne le  2e prix du Concours de Genève (1er Prix non distribué), le prix « Coup de cœur Breguet » ainsi que le prix du public.
En 2007, il obtient le 1er prix des Young Artists Concerts à New York. En novembre 2007, il joue au Carnegie Hall de New York.
En 2012, il obtient le 2e prix du Concours international de piano de Leeds.

## Discographie
- 2006 :  2e concerto de Mendelssohn, accompagné par l'orchestre de Chambre de Genève sous la direction de Paul Goodwin ; label Pan-Classics.
- 2013 : Johannes Brahms : Sonates pour violoncelle & piano - Trio avec clarinette avec Ophélie Gaillard (violoncelle) et Fabio di Càsola (clarinette)
- 2013 : Poems (Ravel, Liszt, Holliger, Schubert/Liszt)
- 2014 : Beethoven - piano concertos 1 & 2 avec le London Philharmonia Orchestra sous la direction de Thierry Fischer
- 2015 : Saint-Saëns - Piano Concertos Nos. 2 & 5 avec le BBC Symphony Orchestra sous la direction de Fabien Gabel et Martin Brabbins. CD Aparte